# Melocactus bahiensis
Melocactus bahiensis là một loài thực vật có hoa trong họ Cactaceae. Loài này được (Britton & Rose) Luetzelb. mô tả khoa học đầu tiên năm 1923.

## Hình ảnh

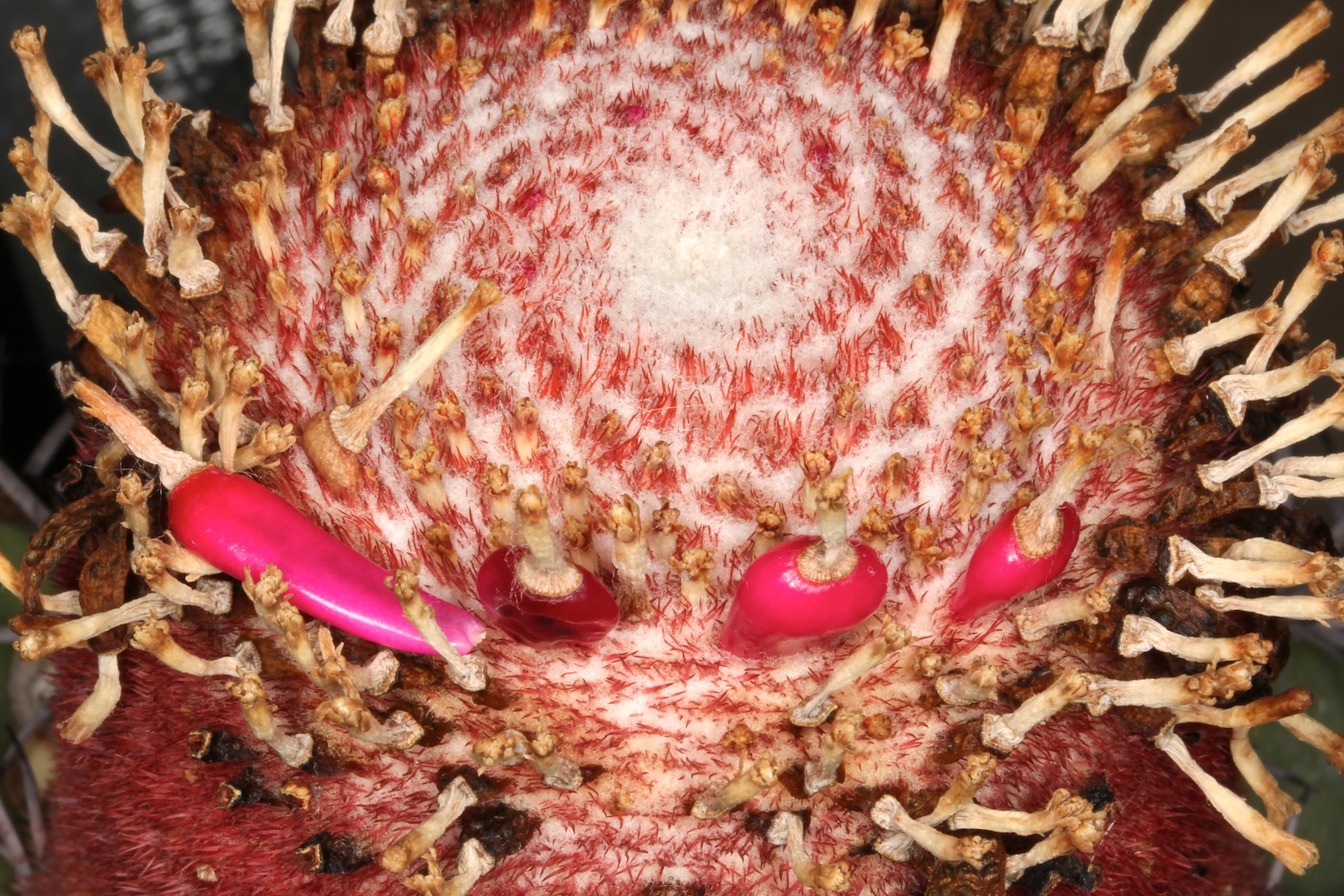
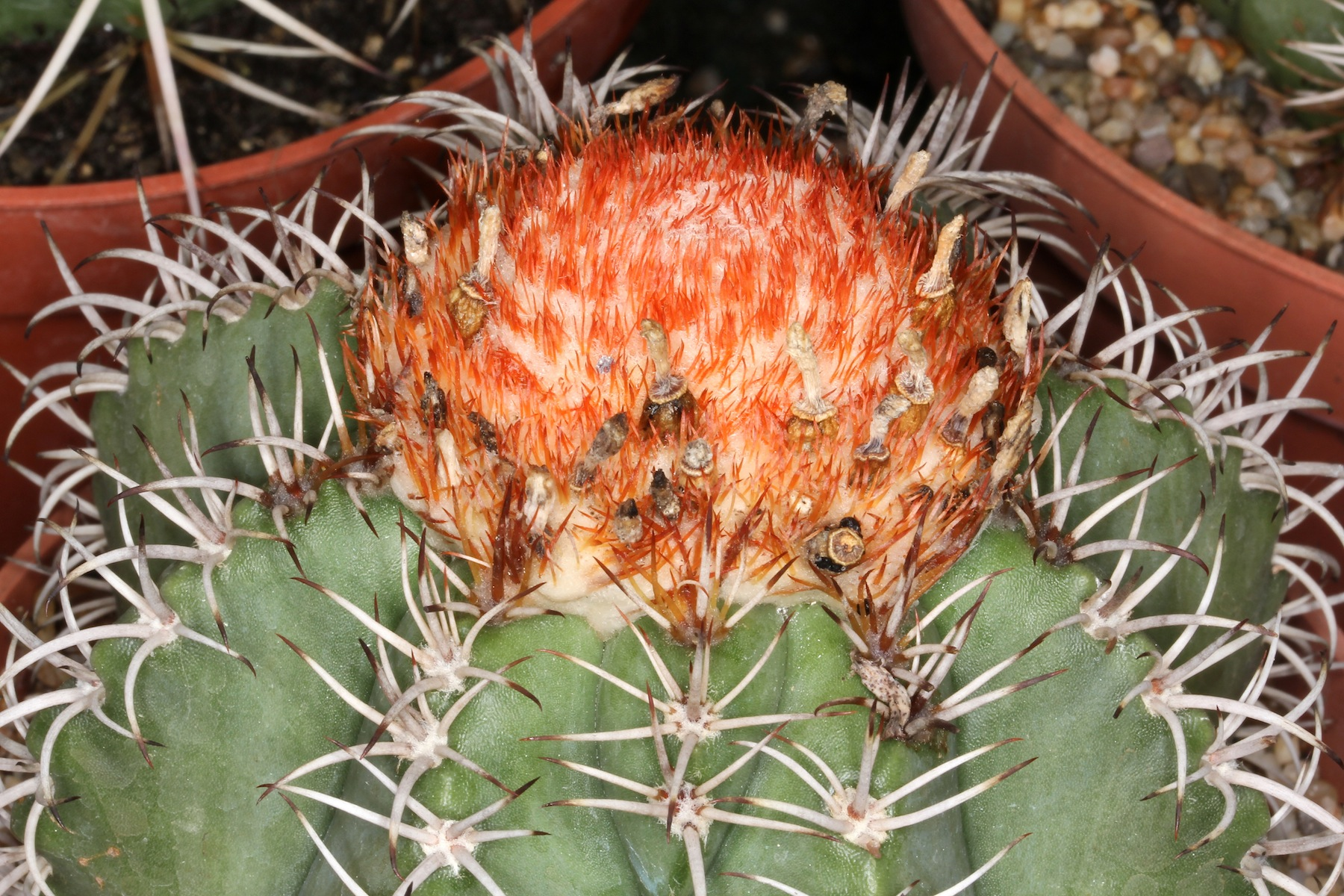